# Лексингтон (футбольный клуб)
«Ле́ксингтон» (англ. Lexington SC) — американский профессиональный футбольный клуб из города Лексингтон, штата Кентукки. Выступает в Лиге один ЮСЛ, третьей по уровню футбольной лиге США.

## История
5 октября 2021 года было объявлено о создании клуба Лиги один ЮСЛ в Лексингтоне, штат Кентукки, который начнёт выступления в сезоне 2023. 22 марта 2022 года были представлены название — «Лексингтон» (англ. Lexington Sporting Club) — и эмблема клуба. 13 октября первым в истории «Лексингтона» главным тренером был выбран Сэм Стокли. 9 января 2023 года клуб подписал первого игрока, им стал уроженец Луисвилла и выпускник Университета Кентукки Кейлон Фокс. Свой дебютный матч клуб провёл 18 марта, проиграв на выезде «Уан Ноксвилл» со счётом 1:2. Автором первого гола в истории «Лексингтона» стал реализовавший пенальти Халид Балогун. Клуб выиграл свой первый матч 15 апреля на «Тойота Стэдиум» со счётом 2:1 у «Саут Джорджия Тормента». 17 сентября Стокли полностью переключился на должность спортивного директора, Начо Ново, ранее занимавший должность первого ассистента главного тренера, был назначен временным главным тренером.

## Символика
На эмблеме клуба изображена стилизованная фигура лошади зелёного цвета на тёмно-зелёном фоне. Лошадь — это символ Лексингтона, называемого «конной столицей мира». Цветовая гамма отсылает к холмам и лиственным лесам Кентукки, которые способствуют развитию основных отраслей экономики штата — производству бурбона и коневодству.

## Стадион
«Лексингтон» провёл свой дебютный сезон на «Тойота Стэдиум» в Джорджтаунском колледже.
Построить собственный футбольный стадион клуб планирует к августу 2024 года. Первоначальная вместимость стадиона составит 5 тыс. мест с возможностью расширения до 11 тыс. мест. Инвестиции в строительство стадиона и семи тренировочных полей составят до 82 млн долларов.

## Главные тренеры
- Сэм Стокли (13 октября 2022 — 17 сентября 2023)
- Начо Ново (17 сентября 2023 — н. в., и. о.)